# Programme national de lutte intégrée contre la rage en Côte d'Ivoire
Le programme national de lutte intégrée contre la rage en Côte d'Ivoire est l'expression au niveau national de l'objectif mondial de l'OMS  de zéro cas de rage humaine à l’horizon 2030. Tous les pays membres de l’Organisation mondiale de la santé (OMS) et de l’Organisation mondiale de la santé animale ractifient cette décision.  Dans le cadre de l’atteinte de cet objectif, la Côte d’Ivoire initie des actions pour élaborer son programme national de lutte intégrée contre la rage grâce au Ministère des ressources animales et halieutiques (MIRAH) et au Ministère de la santé et de l’hygiène publique.

## Historique et création
Les maladies zoonotiques sont des maladies qui se transmettent entre les animaux et les êtres humains. La plupart des maladies infectieuses humaines connues et environ les trois quarts des infections émergentes trouvent leur source chez les animaux. La Côte d'Ivoire du fait de sa position géographique est particulièrement sujette à des cas récurrents de zoonoses.
En Côte d’Ivoire, la rage est identifiée comme l’une des zoonoses prioritaires majeures. C’est une maladie hautement mortelle car il n’existe aucun traitement curatif à ce jour dès l’apparition des symptômes. En effet, une fois la maladie déclarée, l’évolution se fait presque toujours vers la mort. La rage est causée par un virus de la famille des Rabdoviridaes et du genre Lyssavirus qui se transmet principalement par la morsure ou griffure d’un animal infecté à l’homme. Cependant, il existe un vaccin efficace à 100% en post exposition (PE). 
Face donc à ces indicateurs, la surveillance de la rage humaine est assurée par l’INHP et celle de la rage animale, par la Direction des Services la Santé Vétérinaire (DSV).  

## Objectif
Un objectif mondial de zéro cas de rage humaine à l'horizon 2030. Pour atteindre cet objectif, la Côte d’Ivoire prend des mesures en vue de l’élaboration de son programme national de lutte intégrée contre la rage. Le livre présente le Programme national de lutte intégrée contre la rage, dont l'exécution couvre l'ensemble du pays,.

## Journée de sensibilisation
Tous les 28 septembre depuis 2007, sont déclarés "Journée mondiale" de lutte contre la rage à l’initiative de l’Alliance for Rabies Control (ARC),. 
En Côte d'Ivoire pendant ces journées de 28 septembre, le ministère des ressources animales et halieutiques revoit à la baisse, les prix de vaccins antirabiques pour inciter la population à la vaccination de la population canine,,. La sensibilisation de la population contre la rage animale et humaine, renforce la surveillance épidémiologique contre ce mal et concourt à l'atteinte de l'objectif zéro cas de rage à l'horizon 2030 dans le monde.

## Sensibilisation des enfants
Une campagne de sensibilisation contre la rage se déroule dans les établissements scolaires de Bouna du lundi 23 septembre au mardi 24 septembre 2024, sous la direction du coordonnateur du projet d’amélioration du bien-être animal en Côte d’Ivoire, Dr Alloya Mobio Samson, afin d’éduquer les élèves sur les comportements à adopter pour prévenir les morsures de chiens et éviter la transmission de cette maladie. Selon le coordonnateur, les enfants parce que dans nos contrées, ce sont les enfants qui sont régulièrement en contact avec les chiens. 